# Erica aspalathoides
Erica aspalathoides är en ljungväxtart som beskrevs av Guthrie, Amp; Bolus och Schlechter. Erica aspalathoides ingår i släktet klockljungssläktet, och familjen ljungväxter. Inga underarter finns listade i Catalogue of Life.